# میمانسا
میمانسا، یا میمامسا (سانسکریت: मीमांसा، آوانگاری: Mīmāṁsā، ت. «تأمل، بررسی، اندیشه عمیق، تحقیق، بررسی، بحث») یکی از شش مکتبی است که در دورهٔ سوتراها، آثارشان به صورت سوترا نگاشته شده است.

## تأویل
مکتب می مانسا که وجه تسمیه آن تعمق و تعقل است، برآن شد که آثار کهن وداها و براهمنه‌ها را تأویل کند.

## صوت
مبحث ایجاد صوت یکی از مسائل مهم فلسفهٔ هند بوده‌است، می مانسا به اصالت صوت معتقد بود و الفاظ و معنی آنان را ابدی و ازلی چون مُثُل افلاطونی می‌پنداشت.
و اعتقاد داشت که صوت بالقوه موجود است و فقط به نیروی تلفظ مصداق می‌یابد و از قوه به فعل می‌گراید.